# Chamberaud
Chamberaud település Franciaországban, Creuse megyében. Lakosainak száma 97 fő (2022. január 1.). Chamberaud Ahun, Le Donzeil és Fransèches községekkel határos.

## Népesség
A település népességének változása:
| Lakosok száma | 129  | 125  | 113  | 114  | 99   | 101  | 101  | 96   | 96   | 97   |
|               | 1968 | 1982 | 1990 | 2006 | 2013 | 2015 | 2017 | 2019 | 2020 | 2022 |